# Peter Hahn (Kunsthistoriker)
Peter Hahn (geboren 1938 in Berlin) ist ein deutscher Kunsthistoriker. Er war Direktor des Bauhaus-Archivs in Berlin.

## Leben
Peter Hahn ist der Sohn des Kapellmeisters, Pianisten und Kunstsammlers Willy Hahn (1896–1988) und der Schauspielerin Else Dobler (1902–1997). Er studierte Philosophie, Germanistik und Psychologie in Tübingen, München und Berlin und wurde 1969 an der FU Berlin mit der Dissertation Kunst zwischen Ideologie und Utopie. Studien über die theoretischen Möglichkeiten eines gesellschaftsbezogenen Kunstbegriffs promoviert.
1971 organisierte Hahn für Hans Maria Wingler den Umzug des Bauhaus-Archivs von Darmstadt nach West-Berlin, wurde dort wissenschaftlicher Mitarbeiter und 1985–2003 dessen Direktor. Er verfasste den Großteil des im Jahre 1985 veröffentlichten ersten Buches über das Bauhaus Berlin. Zu den wichtigsten Ausstellungen während seiner Amtszeit gehörten Kandinsky – Russische Zeit und Bauhausjahre (1984), Fotografie am Bauhaus (1990), Die Metallwerkstatt am Bauhaus (1992), Das Bauhaus webt – Die Textilwerkstatt des Bauhauses (1998), Punkt. Linie. Fläche. Druckgraphik am Bauhaus. Zum 80. Gründungsjubiläum des Bauhauses (2000) sowie Bauhaus-Möbel – Eine Legende wird besichtigt (2002).
Hahn erhielt 2004 das Verdienstkreuz 1. Klasse des Verdienstordens der Bundesrepublik Deutschland.
Im Ruhestand widmete er sich der Sammlung seines Vaters Willy Hahn, insbesondere dem Werk Oskar Kokoschkas. 2011/2012 wurde in Dresden und Salzburg die Ausstellung Kokoschka als Zeichner. Die Sammlung Willy Hahn gezeigt. Der gesamte Bestand wurde durch die Provenienzforscherin Kathrin Iselt eingehend untersucht. 2013 übergab Peter Hahn 80 Zeichnungen und Aquarelle von Oskar Kokoschka als Schenkung an das Kupferstich-Kabinett der Staatlichen Kunstsammlungen Dresden. „Das Dresdener Kupferstich-Kabinett erlangte mit diesen Meisterblättern im Bereich der expressionistischen Zeichenkunst einen neuen Rang.“[1] Zugleich erwarben die Dresdener Sammlungen das Gemälde Gitta Wallerstein (1921). Dresden, das durch die NS-Aktion „Entartete Kunst“ (1937) allein sechs Kokoschka-Bilder eingebüßt hatte, konnte diese Verluste damit zumindest teilweise ausgleichen und zugleich die Wirkungszeit des Künstlers in Dresden (1917–1923) akzentuieren.

## Schriften (Auswahl)
- herr kandinsky, ist es wahr. Kandinsky als Bauhausmeister, in Peter Hahn (Hrsg.): Kandinsky: Russische Zeit und Bauhausjahre, 1915–1933. Berlin 1984, ISBN 3-89087-011-2.
- Peter Hahn (Hrsg., Mitarbeit von Christian Wolsdorff): Bauhaus Berlin. Auflösung Dessau 1932. Schließung Berlin 1933. Bauhäusler und Drittes Reich. Eine Dokumentation. Kunstverlag Weingarten, Weingarten 1985, ISBN 3-8170-2002-3.
- Vom Bauhaus zum New Bauhaus, in Peter Hahn und Lloyd Engelbrecht (Hrsg.): 50 Jahre New Bauhaus. Bauhaus-Nachfolge in Chicago. Berlin 1987, ISBN 3-87024-119-5.
- Experiment Bauhaus. Das Bauhaus-Archiv zu Gast im Bauhaus Dessau, in Bauhaus-Archiv (Hrsg.): Experiment Bauhaus. Das Bauhaus-Archiv zu Gast im Bauhaus Dessau. Berlin 1988, ISBN 3-89181-403-8.
- Wege der Bauhäusler in Reich und Exil, in Winfried Nerdinger in Zusammenarbeit mit dem Bauhaus-Archiv Berlin (Hrsg.): Bauhaus-Moderne im Nationalsozialismus. Zwischen Anbiederung und Verfolgung. München 1993, ISBN 3-7913-1269-3.
- Black Box Bauhaus. Ideen und Utopien der frühen Jahre, in Rolf Bothe, Peter Hahn und Hans Christof von Tavel (Hrsg.): Das frühe Bauhaus und Johannes Itten. Weimar, Berlin, Bern 1994, ISBN 3-7757-0505-8.
- Der sammelnde Musiker. Zur Biografie von Willy Hahn, in Birgit Dalbajewa, Peter Hahn und Agnes Matthias (Hrsg.): Kokoschka als Zeichner. Die Sammlung Willy Hahn. Hatje Cantz Verlag 2011, ISBN 978-3-7757-2970-3.
- Die Irrfahrten des Odysseus. Zur Provenienzgeschichte eines Beckmann-Bildes, in Meike Hoffman, Andreas Hüneke und Tobias Teumer (Hrsg.): Festschrift für Wolfgang Wittrock. Berlin 2012, ISBN 978-3-9811118-5-9.